# Эрик (футболист, 1977)
Элдер Мота Рикарду (порт. Helder Mota Ricardo; род. 1 августа 1977, Дили), более известный как Эрик (порт. Eric) — восточнотиморский футболист, полузащитник.

## Биография
Эрик родился 1 августа 1977 года в индонезийском городе Дили (сейчас в Восточном Тиморе).
Играл в футбол на позиции полузащитника. В 2010—2016 годах выступал за «Дили Лешти». В 2016—2018 годах защищал цвета «Зебры» из Баукау во втором дивизионе чемпионата Восточного Тимора, после чего завершил игровую карьеру.
В 2007—2011 годах провёл 8 матчей за сборную Восточного Тимора, мячей не забивал. Дебютным стал поединок 21 октября 2007 года в Гианьяре, в котором восточнотиморцы в рамках отборочного турнира чемпионата мира проиграли сборной Гонконга (2:3).